# Capoeira (arquitetura)

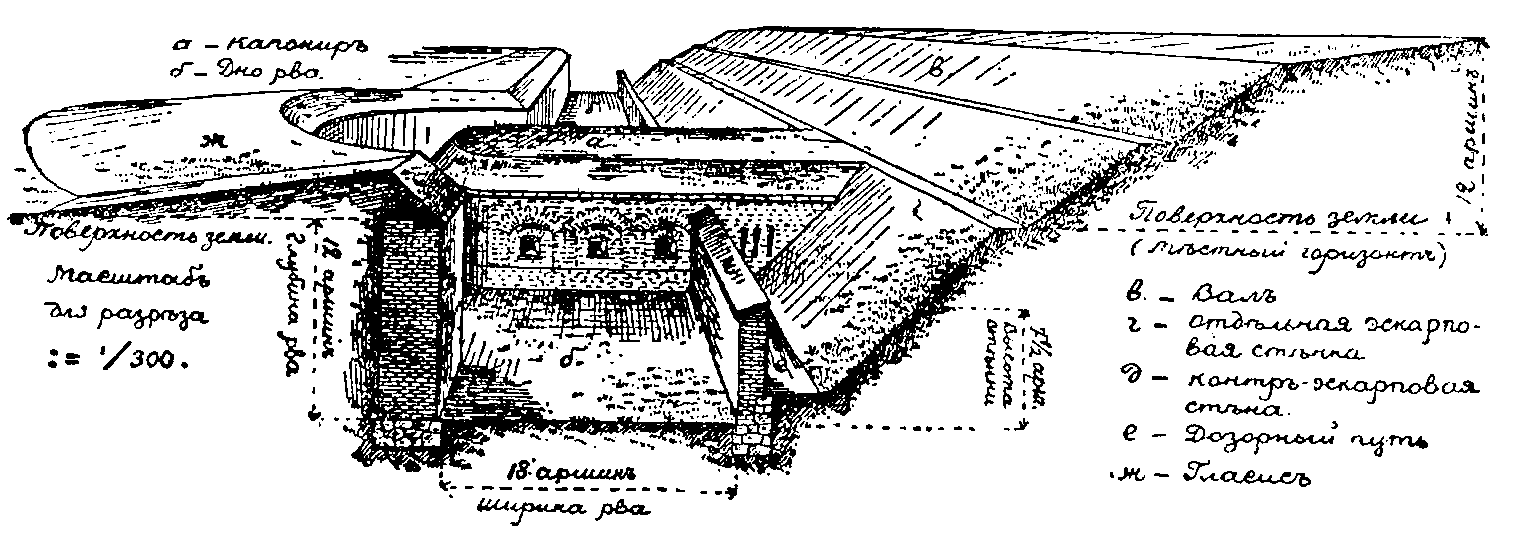
Esquema de uma capoeira

A capoeira é um tipo de estrutura de arquitetura militar usada para a defesa do fosso de uma fortificação. O termo original francês: caponnière (literalmente: capoeira) também é utilizado na Língua Portuguesa.
O fogo feito a partir de uma capoeira - de mosquete, espingarda, metralhadora ou, mesmo canhão - varreria o interior do fosso, impedindo o inimigo de aí se estabelecer para tentar um assalto às muralhas da fortificação.
Em alguns tipos de fortificações abaluartadas, a capoeira servia apenas como um acesso coberto às obras exteriores, uma vez que o traçado dos baluartes permitia a defesa do fosso pelo fogo feito a partir dos parapeitos principais.

## História

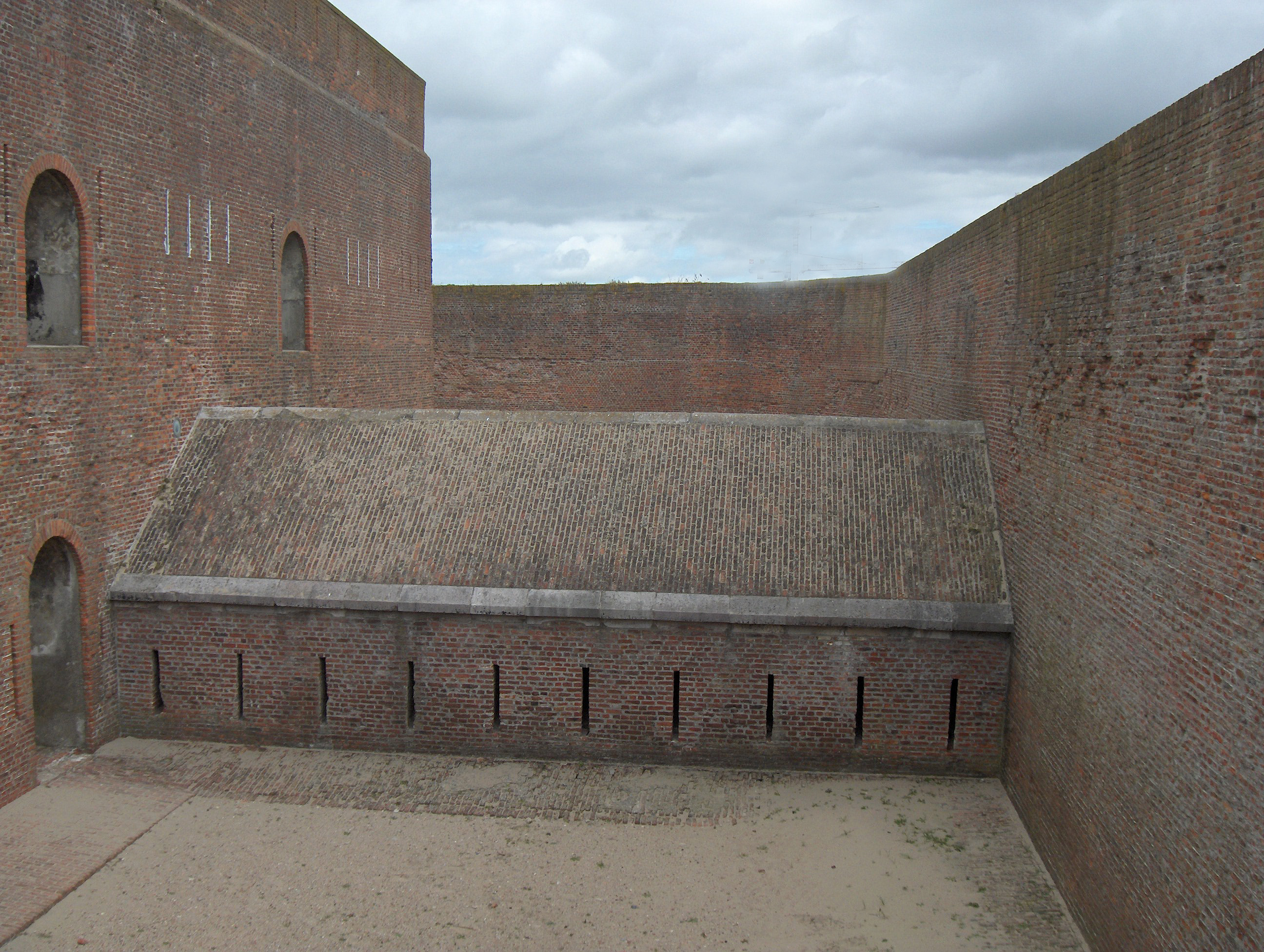
Capoeira do Forte Napoleon, em Ostende, Bélgica.

Originalmente, o termo "capoeira" referia-se a uma passagem coberta que atravessava o fosso entre as muralhas principais da fortaleza e um revelim exterior. Estas capoeiras acabaram por se tornar mais do que simples passagens, uma vez que o tiro realizado a partir delas poderia varrer o fosso entre o revelim e o pano de muralha, devastando qualquer tentativa de assalto à muralha. Assim as capoeiras passaram a dispor de seteiras e mesmo canhoneiras para o tiro de enfiada ao longo do fosso.
Quando as fortificações abaluartadas evoluiram para as mais simples fortificações poligonais, o termo "capoeira" foi usado para descrever os blocausses colocados nos cantos dos fossos, com funções semelhantes neste tipo de fortificações. Estas capoeiras, normalmente, assumem a forma de um blocausse pouco elevado - muitas vezes, parcialmente enterrado no solo do fosso - que se projeta para o fosso. O acesso faz-se através de uma passagem, através da cortina de muralhas ou, nas fortalezas enterradas mais modernas, através de um túnel. Como as coberturas destas capoeiras são vulneráveis a projéteis vindos de cima, normalmente são extremamente espessas, curvas para defletirem as granadas que caem ou cobertas com uma grossa camada de terra.

## Equipamento

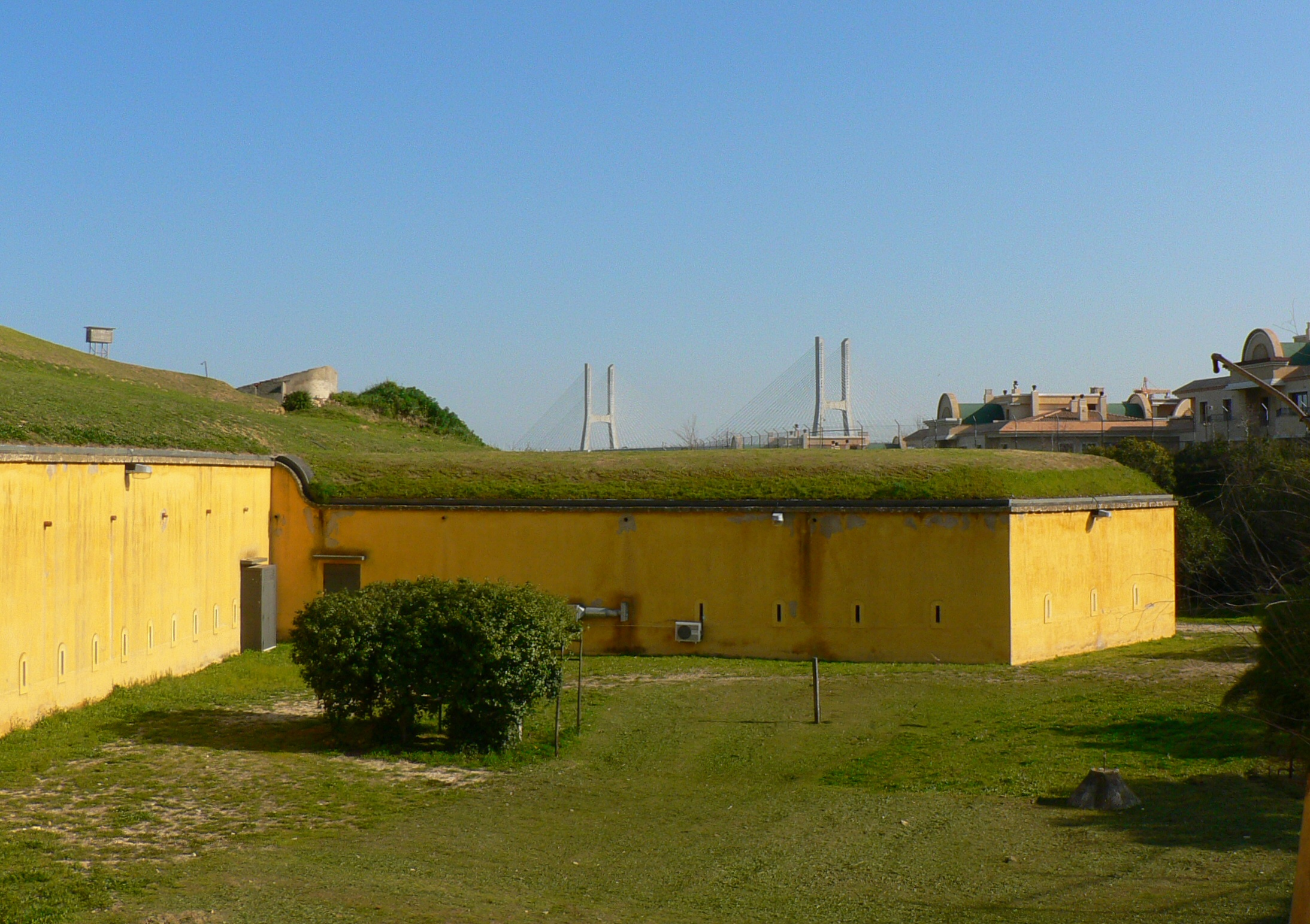
Capoeira do Forte de Sacavém, Portugal.

A capoeira é, normalmente, equipada com um degrau de tiro e com seteiras para pemitir à guarnição disparar ao longo do fosso. Muitas vezes, também dispôe de canhoneiras para pequenas bocas de fogo. Para eliminação dos fumos produzidos pelo disparo das armas, a caponeira também, muitas vezes, dispôe de aberturas de ventilação.
Para evitar que o fogo de uma capoeira atinja a mais próxima, as capoeiras são, normalmente, colocadas em cantos alternativos da fortificação. Deste modo, disparam contra um muro vazio no extremo oposto do fosso, cobrindo-o totalmente, sem sujeitar a próxima capoeira a fogo amigo. O comprimento de cada secção direita do fosso é escolhido de modo a que possa ser coberto pelo fogo a partir de uma única capoeira. As capoeiras têm, frequentemente, uma forma angular de modo a que possam disparar na direção de ambos os ângulos do fosso.

## Bateria em contraescarpa
Um alternativa à capoeira é uma bateria em contraescarpa, cavada na face exterior do canto do fosso, permitindo um campo de tiro semelhante. Também ligada por um túnel a partir do interior do forte, a bateria em contraescarpa evita a cobertura vulnerável da capoeira. Em contrapartida, estando fora do fosso, a bateria em contraescarpa é mais vulnerável à minagem.